# Theriodontia
I teriodonti (Theriodontia), secondo la classificazione linneana, sono considerati il terzo principale sottordine di rettili – mammiferi (oltre ai dinocefali e agli anomodonti), vissuti tra il Permiano medio e il Cretaceo medio (260 – 100 milioni di anni fa). In senso cladistico, invece, i teriodonti raggruppano anche i loro discendenti mammiferi.

## Tre gruppi
I teriodonti apparvero sulla terra circa 260 milioni di anni fa, nel Permiano medio, contemporaneamente agli anomodonti. Nonostante la loro antichità, questi primi teriodonti erano molto più simili ai mammiferi rispetto agli anomodonti e ai dinocefali loro contemporanei. Ben presto questi animali si diversificarono in tre ulteriori gruppi: i gorgonopsi, i terocefali e i cinodonti. I primi comprendono esclusivamente forme carnivore che si estinsero a fine Permiano, mentre gli altri due gruppi svilupparono indipendentemente anche forme erbivore, apparse nel corso del Triassico.

## Mascelle evolute
Le mascelle dei teriodonti erano molto simili a quelle dei mammiferi, al contrario di quelle dei dinocefali e degli anomodonti. Il loro osso dentale era divenuto più grande, e questa caratteristica conferiva loro un morso più efficiente. Inoltre alcune altre ossa presenti sulla mandibola dei rettili si spostarono verso l'orecchio, permettendo ai teriodonti di sentire meglio e di aprire maggiormente l'apertura boccale. Questo insieme di caratteristiche permise ai teriodonti di diventare il gruppo di sinapsidi di maggior successo. In particolare, il gruppo degli Eutheriodonta, che si riferisce a tutti i teriodonti con l'esclusione dei primitivi gorgonopsi, includeva animali dai crani più ampi, utili per ospitare cervelli più grandi e muscoli masticatori più forti.

## Evoluzione ed estinzione
I teriodonti sopravvissero attraverso la grande estinzione di fine Permiano, e insieme con i dicinodonti furono l'unico gruppo di sinapsidi a prosperare nel Triassico. I piccoli terocefali, comprendenti forme carnivore ed erbivore, scomparvero nel Triassico inferiore, mentre i cinodonti si svilupparono in una varietà di forme. Alcuni di essi erano carnivori (Cynognathus), altri divennero erbivori (Traversodontidae). Mentre questi ultimi rimasero animali di taglia medio – grande (alcuni erano lunghi due metri), le forme carnivore si ridussero in dimensioni con il proseguire del Triassico.
Verso la fine del periodo vi furono due principali gruppi, i tritilodontidi (Tritylodontidae) simili a roditori, forse derivati dai traversodontidi, e i triteledontidi (Tritheledontidae), che probabilmente diedero origine ai mammiferi. Nel corso del Giurassico i triteledontidi scomparvero, così come accadde ai tritilodontidi nel Cretaceo. I mammiferi, tuttavia, continuarono la loro evoluzione e sopravvissero indenni all'estinzione del Cretaceo, che colpì invece i dinosauri, permettendo così ai mammiferi di diversificarsi e di ereditare la Terra.